# Georgita Máté Dezső
Georgita Máté Dezső (Budapest, 1992. április 26. –) magyar színművész.

## Életpályája
2007–2012 között a gödöllői Premontrei Szent Norbert Gimnázium, Egyházzenei Szakközépiskola és Diákotthon tanulója volt. 2012–2017 között a Színház- és Filmművészeti Egyetem hallgatója volt. 2017-től szabadúszó, több független produkcióban is játszott. Felesége Georgita-Tenki Dalma színésznő.

## Filmes és televíziós szerepei
- Tóth János (2018) ...Fiatal fiú
- Idegenek (2019) ...Marci
- Egynyári kaland (2019) ...Műszakis
- A Király (2022–2023) ...Zámbó Krisztián

## Díjai, elismerései
- Pethes–Agárdi-díj (2020)[5]